# Lytocarpia vitiensis
Lytocarpia vitiensis is een hydroïdpoliep uit de familie Aglaopheniidae. De poliep komt uit het geslacht Lytocarpia. Lytocarpia vitiensis werd in 1991 voor het eerst wetenschappelijk beschreven door Ryland & Gibbons. 